# Eurotas (flod)
Eurotas (græsk: Εὐρώτας) eller Evrotas (moderne græsk: Ευρώτας) er hovedfloden i Lakonien og en af de største floder på Peloponnes, i Grækenland.

## Geografi
Flodens kilder ligger lige nordvest for grænsen mellem Lakonien og Arcadiaen, ved landsbyen Skortsinos. Floden får også vand fra undersøiske kilder ved Pellana og af bifloder, der løber ned fra bjergene Taygetos og Parnon, som flankerer Eurotas-dalen mod henholdsvis vest og øst. Floden er 82 km lang, løber i nord-sydlig retning og munder ud i Den Lakoniske Bugt.

### Hovedstrømmen
I dag er floden hydromorfologisk langt fra sin naturlige tilstand. Hovedproblemet er menneskeskabt indvinding af vand, ved hjælp af mange metoder, fra det lavvandede vandmagasin, som det løber igennem. Dalen indeholder omkring 7000 brønde. Vand fjernes direkte af kunstvandingsgrøfter, overløb og pumpestationer. Følgelig er store sektioner typisk tørre for overfladevand, selvom der stadig løber vand i grundvandsmagasinerne. Oversvømmelser er et problem. Gennem oversvømmelseskontrol er flodlejet stedvis blevet udvidet og rettet, og vegetationen er fjernet fra siderne. Den nederste flod løber mellem digerne i et langt, lige forløb.

### Bifloder
De fleste af de talrige bifloder til Eurotas ligger på højre bred og fodrer de lavvandede akviferer. De største har skåret dybe kløfter ind i Taygetus-massivet. De få bifloder til venstre bred, der modtager vand fra det dybe grundvandsmagasin, er mere omfattende, men stadig intermitterende.
Den klassiske Oineus blev ændret til Kelefina i middelalderen og ikke genoprettet til sit gamle navn før nyere tid. Den nuværende Magoulitsa var tidligere Trypiotiko.

### Deltaet
Den rige alluviale jord, hvorigennem de sidste 10 km af Eurotas-strømmene var der ikke i oldtiden, men er aflejret af Eurotas siden. Den gamle kystlinje kan tilnærmes af en linje i periferien af Elos-sletten, der markerer grænsen, inden for hvilken forhistoriske arkæologiske steder ikke findes. På grund af ændringer i havniveauet er noget land på bugtens flanker blevet oversvømmet.

## Etymologi
Den klassiske Eurotas blev ændret til Iri i middelalderen og først ændret tilbage til Eurotas i nyere tid. Eurotas er dog ikke det ældste navn på floden. Den forekommer ikke i Homers værker, som foregiver at fortælle historierne og geografien i det mykenske Grækenland. I den legendariske tid vides det ikke, at dorerne havde været til stede i Eurotas-dalen. På et tidspunkt, før den blev kaldt Eurotas, var floden Bomycas og Himeras.
En etymologi stammer ordet Eurōtas fra det oldgræske eurōs (εὐρώς), "skimmel".  Adjektivet, eurōeis, "mugne", er virkelig gammelt, brugt som et epitet af Hades i Homer. Det er dog på den ioniske dialekt.